# Таљио ди Торете (Анкона)
Таљио ди Торете (итал. Taglio di Torrette) насеље је у Италији у округу Анкона, региону Марке.
Према процени из 2011. у насељу је живело 207 становника. Насеље се налази на надморској висини од 108 м.